# Mario (pel·lícula)
Mario és una pel·lícula suïssa de drama romàntic del 2018 dirigida per Marcel Gisler. S'ha subtitulat al català.

## Repartiment
- Max Hubacher com a Mario Lüthi
- Aaron Altaras com a Leon Saldo
- Jessy Moravec com a Jenny Odermatt, la millor amiga d'en Mario
- Jürg Plüss com a Daniel Lüthi, el pare d'en Mario
- Doro Müggler com a Evelyn Lüthi, la mare d'en Mario
- Andreas Matti com l'agent esportiu Peter Gehrling